# Station Vijfhuizen (België)
Station Vijfhuizen is een spoorweghalte langs spoorlijn 82 (Aalst - Burst) te Erpe in de gemeente Erpe-Mere. Het is een station zonder loketten.
Vijfhuizen is met amper 49 reizigers per gemiddelde weekdag (reizigerstelling 2009; cijfers 2007: 39) een van de kleinste stopplaatsen in Vlaanderen. Het is gelegen in open veld langsheen de drukke gewestweg N9. Hoewel het zich qua locatie dichter bij het gehucht Nerenbroek bevindt is het vernoemd naar het iets verderop gelegen Vijfhuizen (beide maken deel uit van de vergroeide lintbebouwingsgordel tussen Lede, Aalst en Erpe-Mere).
De stopplaats kent al een lange geschiedenis (geopend 1 juni 1876), maar heeft nooit een stationsgebouw gehad. De huidige spoorlijn 82 is nooit meer geweest dan een zijlijn van louter lokaal belang. Tot op vandaag blijft de bediening minimaal, er rijden enkel spitstreinen (7 per dag in elke richting). Vroeger reden de treinen vanuit Aalst door naar Ronse, heden ten dage is de dienst beperkt tot Burst. Spoorlijn 82 (en dus ook Vijfhuizen) is in het verleden reeds verscheidene malen met de sluiting bedreigd, de laatste keer gebeurde dit in de jaren 90 van de 20e eeuw. Niettemin het lage aantal reizigers (en het beperkt aantal halterende treinen) kent L82 in het begin van de 21e eeuw een kentering in de zin dat er relatief veel investeringen plaatsvinden. Allereerst werden rond 2002 de verouderde MW44-treinstellen uit roulatie genomen en vervangen door de moderne MW41-dieseltrein, voorts kwam er in 2007 een nieuwe fietsenstalling en werden in 2009 de sporen geheel vernieuwd.

## Galerij

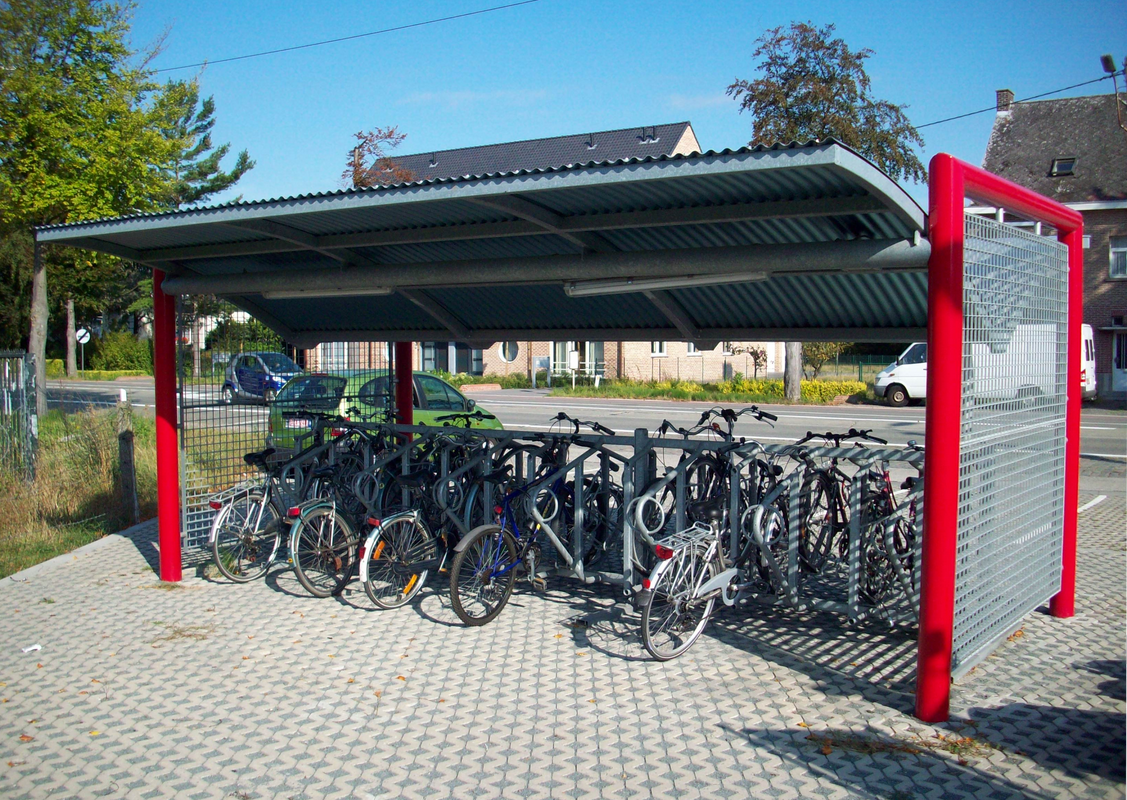
Fietsenstalling
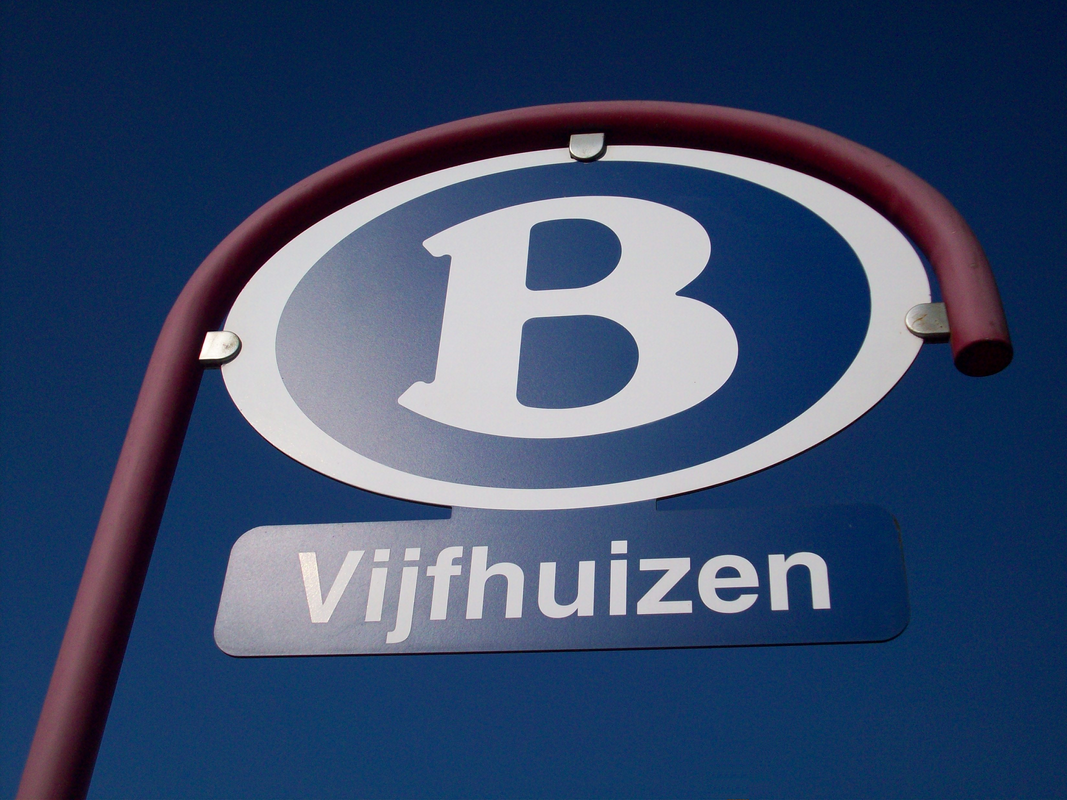
Verwelkomingsbord station Vijfhuizen
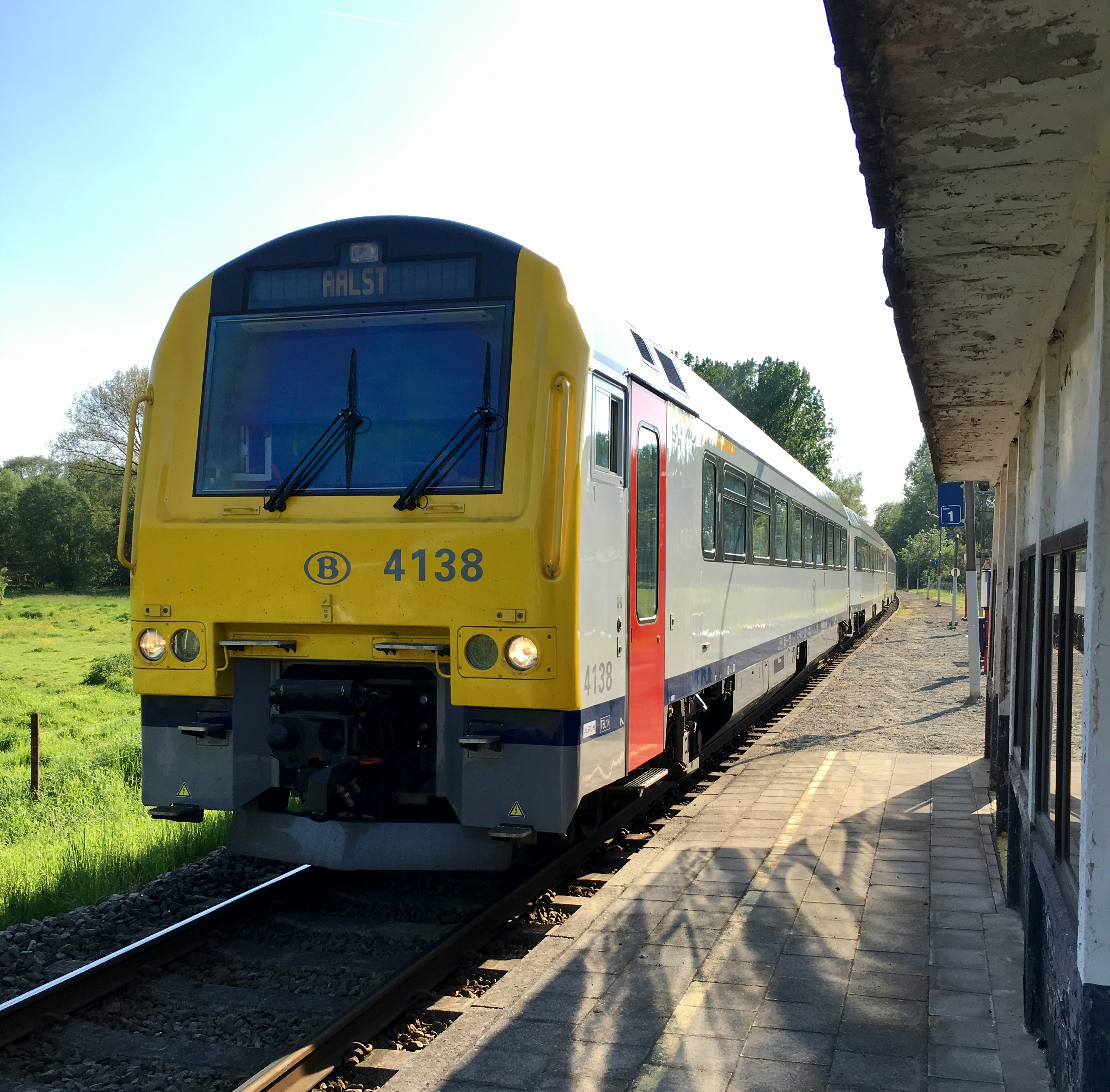
Trein naar Aalst in Vijfhuizen
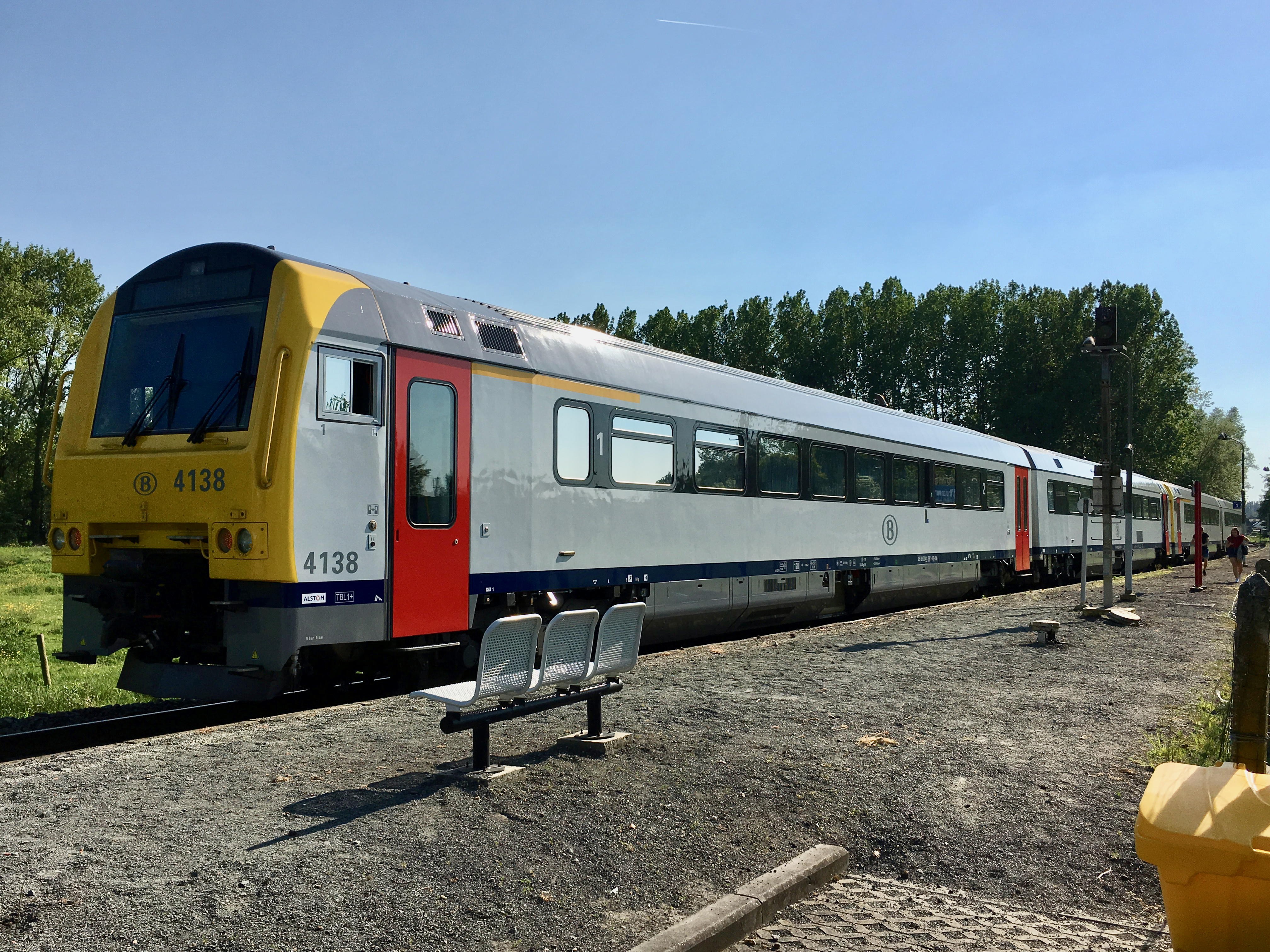
Trein naar Burst in Vijfhuizen

## Treindienst
| Serie       | Treinsoort          | Route                      | Bijzonderheden |
| ----------- | ------------------- | -------------------------- | --- |
| P 7980/8980 | Piekuurtrein (NMBS) | Aalst – Vijfhuizen – Burst | Rijdt alleen op werkdagen. Veertien treinen per dag (zeven in elke richting). Rijdt niet tijdens de maanden juli en augustus. |

## Reizigerstellingen
De grafiek en tabel geven het gemiddeld aantal instappende reizigers weer op een week-, zater- en zondag.
| Tabel: aantal instappende reizigers station Vijfhuizen | Tabel: aantal instappende reizigers station Vijfhuizen | Tabel: aantal instappende reizigers station Vijfhuizen | Tabel: aantal instappende reizigers station Vijfhuizen |
|                                                        | Weekdag                                                | Zaterdag                                               | Zondag                                                 |
| ------------------------------------------------------ | ------------------------------------------------------ | ------------------------------------------------------ | ------------------------------------------------------ |
| 1977                                                   | 109                                                    | 4                                                      | -                                                      |
| 1978                                                   | 94                                                     | 4                                                      | -                                                      |
| 1979                                                   | 114                                                    | -                                                      | -                                                      |
| 1980                                                   | 101                                                    | 1                                                      | -                                                      |
| 1981                                                   | 162                                                    | 5                                                      | -                                                      |
| 1982                                                   | 109                                                    | -                                                      | -                                                      |
| 1983                                                   | 101                                                    | -                                                      | -                                                      |
| 1984                                                   | 61                                                     | -                                                      | -                                                      |
| 1985                                                   | 73                                                     | -                                                      | -                                                      |
| 1986                                                   | 69                                                     | -                                                      | -                                                      |
| 1987                                                   | 62                                                     | -                                                      | -                                                      |
| 1988                                                   | 56                                                     | -                                                      | -                                                      |
| 1989                                                   | 81                                                     | -                                                      | -                                                      |
| 1990                                                   | 89                                                     | -                                                      | -                                                      |
| 1991                                                   | 76                                                     | -                                                      | -                                                      |
| 1992                                                   | 64                                                     | -                                                      | -                                                      |
| 1993                                                   | 44                                                     | -                                                      | -                                                      |
| 1994                                                   | 38                                                     | -                                                      | -                                                      |
| 1995                                                   | 32                                                     | -                                                      | -                                                      |
| 1996                                                   | 27                                                     | -                                                      | -                                                      |
| 1997                                                   | 39                                                     | -                                                      | -                                                      |
| 1998                                                   | 35                                                     | -                                                      | -                                                      |
| 1999                                                   | 30                                                     | -                                                      | -                                                      |
| 2000                                                   | 40                                                     | -                                                      | -                                                      |
| 2001                                                   | 35                                                     | -                                                      | -                                                      |
| 2002                                                   | 46                                                     | -                                                      | -                                                      |
| 2003                                                   | 46                                                     | -                                                      | -                                                      |
| 2004                                                   | 45                                                     | -                                                      | -                                                      |
| 2005                                                   | 36                                                     | -                                                      | -                                                      |
| 2006                                                   | 41                                                     | -                                                      | -                                                      |
| 2007                                                   | 39                                                     | -                                                      | -                                                      |
| 2008                                                   | -                                                      | -                                                      | -                                                      |
| 2009                                                   | 49                                                     | -                                                      | -                                                      |
| 2010                                                   | -                                                      | -                                                      | -                                                      |
| 2011                                                   | -                                                      | -                                                      | -                                                      |
| 2012                                                   | 54                                                     | -                                                      | -                                                      |
| 2013                                                   | 44                                                     | -                                                      | -                                                      |
| 2014                                                   | 49                                                     | -                                                      | -                                                      |
| 2015                                                   | 43                                                     | -                                                      | -                                                      |
| 2016                                                   | 45                                                     | -                                                      | -                                                      |
| 2017                                                   | 42                                                     | -                                                      | -                                                      |
| 2018                                                   | 35                                                     | -                                                      | -                                                      |
| 2019                                                   | 38                                                     | -                                                      | -                                                      |
| 2020                                                   | 27                                                     | -                                                      | -                                                      |
| 2021                                                   | -                                                      | -                                                      | -                                                      |
| 2022                                                   | 23                                                     | -                                                      | -                                                      |
| 2023                                                   | 32                                                     | -                                                      | -                                                      |
| 2024                                                   | 19                                                     | -                                                      | -                                                      |

0,0: Aalst ·
2,1: Aalst-Kerrebroek ·
4,2: Vijfhuizen ·
6,5: Erpe-Mere ·
9,0: Bambrugge ·
10,0/11,2: Burst ·
13,0: Terhagen ·
14,3: Herzele ·
16,0: Hillegem ·
17,6: Leeuwergem ·
20,2: Zottegem ·
2,3: Rozebeke ·
3,6: Michelbeke ·
7,7: Nederbrakel ·
10,7: Opbrakel ·
12,7: Vloesberg-Bos ·
15,6: Queneau ·
16,3: Rigoudrie ·
17,9: Elzele ·
23,0: Marijve ·
24,0: Ronse